# Sephisa dichroa
Sephisa dichroa és una espècie de lepidòpter papilionoïdeu de la família dels nimfàlids (Nymphalidae). És originari del Sud-est d'Àsia. Al sud d'Àsia, es troba a l'Himàlaia, on es distribueixen per Chitral, Kumaon i el sud-est de la Xina.
Les larves s'alimenten del Quercus incana i del Quercus mongolica.

## Galeria

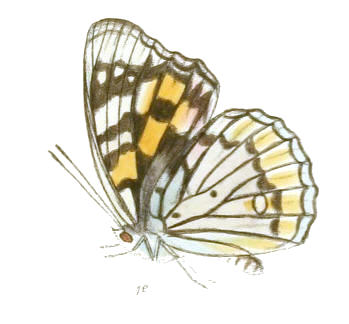
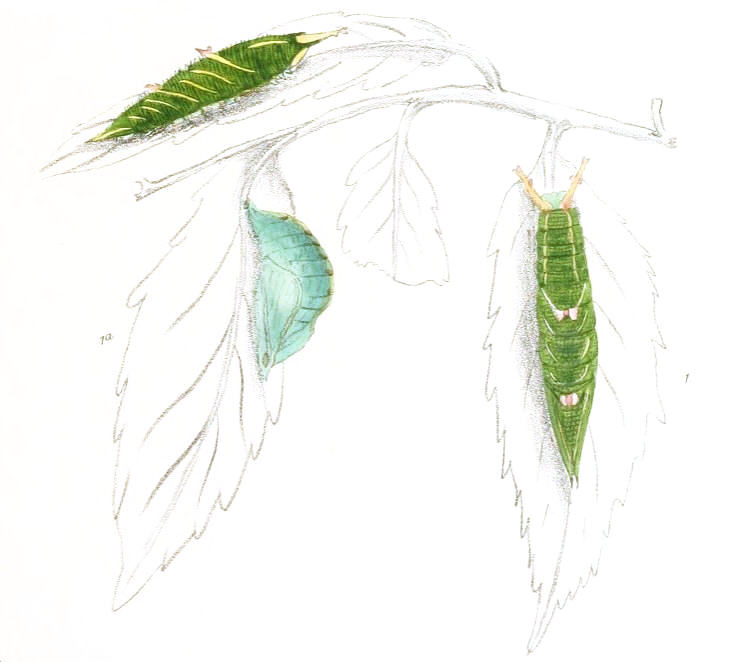
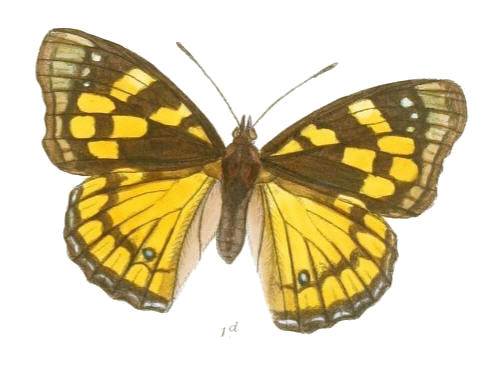